# Stormbringer
Stormbringer (englisch für „Sturmmacher“) ist das neunte Studioalbum der englischen Hard-Rock-Band Deep Purple. Es wurde mit der Mark-III-Besetzung aufgenommen und im November 1974 als zweites Album der Band in diesem Jahr veröffentlicht.

## Hintergrund
Stormbringer wurde mit Produzent Martin Birch in den Musicland Studios in München im August 1974 aufgenommen und in den Record Plant Studios in Los Angeles im November 1974 abgemischt. 1990 erschien eine remasterte Wiederveröffentlichung auf dem Label Metal Blade Records. 2007 erschien ein weiterer Re-Release über Friday Music. 2009 erschien eine 35th Anniversary Edition des Albums, die von Peter Mew in den Abbey Road Studios in London digital überarbeitet wurde. Hierbei wurde auch eine DVD beigelegt, welches eine DTS-5.1-Tonabmischung des Albums beinhaltet.

## Musikstil
Noch deutlicher als beim Vorgängeralbum Burn wird bei Stormbringer der stilistische Wandel weg von einer reinen Hard-Rock-Band, der sicher auch der geänderten Besetzung geschuldet ist.
Während das Titellied Stormbringer und der Titel Lady Double Dealer noch vergleichsweise harte Rock-Stücke sind, klingen in anderen Liedern poppigere, z. T. auch funkige bis soulige, Töne an. Dabei werden insbesondere sieben von neun Stücken von Coverdale und Hughes gemeinsam – teils abwechselnd, teils mit Coverdale als Leadsänger und Hughes als Harmonysänger im Refrain – gesungen. Lediglich bei Holy Man singt Hughes alleine und bei Soldier of Fortune Coverdale – beide eher dem Genre „sanfte Balladen“ zuzurechnen. Beide Lieder legen auch die Stärken der jeweiligen Sänger dar. Während Coverdales auffällig stöhnender Gesang insbesondere in tieferen Lagen brilliert, verlagert Hughes große Teile seines Gesanges auf die Kopfstimme, mit der er beachtliche Höhen erreicht. Sehr auffällig wird dieser Kontrast beim Lied The Gypsy, das primär fast ausschließlich aus seinem Riff besteht und letztlich vor allem vom sehr differenzierten Harmoniegesang der beiden Sänger lebt.
Die meisten der Lieder des Albums sind typische Studioaufnahmen mit z. T. auffällig vielen Overdubs, insbesondere an der Gitarre. So fand neben Stormbringer, The Gypsy und Lady Double Dealer auch nur Soldier of Fortune einen regelmäßigen Weg ins Live-Programm der Band, das zu jenem Zeitpunkt deutlich von längeren Instrumentalduellen der Bandmitglieder auf Basis von Klassikern der Band dominiert war.

## Cover
Das Albumcover zeigt ein geflügeltes Pferd in einem Wirbelsturm. Es basiert auf einem Foto von 1927 von Lucille Handberg, das künstlerisch bearbeitet wurde. Das Album erschien in unterschiedlichen Ländern mit leicht abweichenden Coverdarstellungen. 1986 verwendeten Siouxsie and the Banshees dasselbe Foto als Grundlage für das Albumcover von Tinderbox.

## Titelliste
1. Stormbringer (David Coverdale, Ritchie Blackmore) – 4:03
2. Love Don’t Mean a Thing (David Coverdale, Ritchie Blackmore, Glenn Hughes, Jon Lord, Ian Paice) – 4:23
3. Holy Man (David Coverdale, Glenn Hughes, Jon Lord) – 4:28
4. Hold On (David Coverdale, Glenn Hughes, Jon Lord, Ian Paice) – 5:05
5. Lady Double Dealer (David Coverdale, Ritchie Blackmore) – 3:19
6. You Can’t Do It Right (With the One You Love) (David Coverdale, Ritchie Blackmore, Glenn Hughes) – 3:24
7. High Ball Shooter (David Coverdale, Ritchie Blackmore, Glenn Hughes, Jon Lord, Ian Paice) – 4:26
8. The Gypsy (David Coverdale, Ritchie Blackmore, Glenn Hughes, Jon Lord, Ian Paice) – 4:13
9. Soldier of Fortune (David Coverdale, Ritchie Blackmore) – 3:14

### Bonustitel (35th Anniversary Edition)
1. Holy Man (David Coverdale, Glenn Hughes, Jon Lord) – 4:32 (Glenn Hughes Remix)
2. You Can’t Do It Right (David Coverdale, Ritchie Blackmore, Glenn Hughes) – 3:27 (Glenn Hughes Remix)
3. Love Don’t Mean a Thing (David Coverdale, Ritchie Blackmore, Glenn Hughes, Jon Lord, Ian Paice) – 5:07 (Glenn Hughes Remix)
4. Hold On (David Coverdale, Ritchie Blackmore, Glenn Hughes) – 5:11 (Glenn Hughes Remix)
5. High Ball Shooter (David Coverdale, Ritchie Blackmore, Glenn Hughes, Jon Lord, Ian Paice) – 4:30 (Instrumental)

## The Purple Album
2015 gab David Coverdales Band Whitesnake das The Purple Album heraus, das 15 Lieder aus Coverdales Deep-Purple-Ära beinhaltet. Von Stormbringer wurden die Stücke Stormbringer, Holy Man, Lady Double Dealer, The Gypsie und Soldier of Fortune gecovert.

## Rezeption
Kommerziell war Stormbringer durchaus erfolgreich, jedoch fand das Album nicht unbedingt die uneingeschränkte Gegenliebe der Fans von härteren Alben wie Deep Purple in Rock. Auch die Fachpresse zeigte sich damals wenig begeistert. Die gesanglichen Leistungen von Coverdale und Hughes wurden zwar anerkannt, jedoch ging der Stil der Platte in großen Teilen merklich an den bisherigen Deep-Purple-Fans vorbei.
Alex Henderson von allmusic.com schrieb, Stormbringer reiche nicht an die „Exzellenz“ von Machine Head und Who Do We Think We Are heran. Er hob zwar einige Lieder wie die melancholische Ballade Soldier of Fortune hervor, nannte das Album aber sonst eher interessant für die „enthusiastischeren Fans“ von Deep Purple. Er vergab zwei von fünf Sternen. Der Rezensent von www.metal.de lobte anlässlich der Veröffentlichung der 35th Anniversary Edition den „unglaublich transparenten“ Klang dieser Ausgabe. Mit dem Titelstück Stormbringer sei jedoch „nur ein wirklicher Klassiker“ enthalten. Dennoch wurde eine „knappe Empfehlung“ ausgesprochen und acht von zehn Punkten vergeben.

## Kommerzieller Erfolg

### Chartplatzierungen
Die höchste Chartposition erreichte Stormbringer 1974 mit Platz 2 in Norwegen.
| ChartsChartplatzierungen       | Höchstplatzierung | Wochen/ Monate |
| ------------------------------ | ----------------- | -------------- |
| Deutschland (GfK)              | 10 (6 Mt.)        | 6 Mt.          |
| Österreich (Ö3)                | 4 (5 Mt.)         | 5 Mt.          |
| Vereinigte Staaten (Billboard) | 20 (15 Wo.)       | 15 Wo.         |
| Vereinigtes Königreich (OCC)   | 6 (13 Wo.)        | 13 Wo.         |

| ChartsJahrescharts (1975) | Platzierung |
| ------------------------- | ----------- |
| Deutschland (GfK)         | 31          |

### Auszeichnungen für Musikverkäufe
Das Album wurde in den USA (mehr als 500.000 verkaufte Alben) und Frankreich mit der Goldenen Schallplatte ausgezeichnet werden.
| Land/Region                  | Auszeichnungen für Musikverkäufe (Land/Region, Auszeichnung, Verkäufe) | Verkäufe |
| ---------------------------- | ---------------------------------------------------------------------- | -------- |
| Frankreich (SNEP)            | Gold                                                                   | 100.000  |
| Schweden (IFPI)              | Gold                                                                   | 50.000   |
| Vereinigte Staaten (RIAA)    | Gold                                                                   | 500.000  |
| Vereinigtes Königreich (BPI) | Silber                                                                 | 60.000   |
| Insgesamt                    | 1× Silber · 3× Gold ·                                                  | 710.000  |